# Дзуккини, Марио
Марио Дзуккини (итал. Mario Zucchini; 5 июля 1910, Кревалькоре, Эмилия-Романья — 3 февраля 1997, Плимут, Массачусетс) — итальянский хоккеист, центральный нападающий. Участник зимних Олимпийских игр 1936 года.

## Биография
Марио Дзуккини родился 5 июля 1910 года в итальянской коммуне Кревалькоре.
В 1913 году перебрался с семьёй в американский город Спрингфилд (штат Массачусетс), где научился играть в хоккей с шайбой. В 1930-е годы вернулся в Италию.
В 1933—1936 годах играл за миланский «Дьяволи Россонери», в составе которого дважды становился чемпионом Италии (1935—1936) и дважды выигрывал Кубок Шпенглера (1934—1935).
Дважды входил в заявку сборной Италии на чемпионатах мира. В 1934 году в Милане, где итальянцы заняли 9-е место, на лёд не выходил. В 1935 году в Давосе, где они поделили 7-8-е места, провёл 6 матчей, набрал 5 (2+3) очков.
В 1936 году вошёл в состав сборной Италии по хоккею с шайбой на зимних Олимпийских играх в Гармиш-Партенкирхене, поделившей 7-9-е места. Играл на позиции нападающего, провёл 3 матча, забросил шайбу и сделал голевой пас в матче против сборной США (2:1).
В том же году вернулся в США.
Умер 3 февраля 1997 года в американском городе Плимут в штате Массачусетс.

## Семья
Младший брат — Луиджи Дзуккини (1915—1986), итальянский хоккеист. Участник зимних Олимпийских игр 1936 года.